# Marcel Lasée
Marcel Lasée (* 10. Januar 1982 in Düsseldorf) ist ein deutscher Automobilrennfahrer.

## Karriere
Lasée begann seine Karriere im Kartsport, in dem er bis 1998 unterwegs war. Anschließend wechselte er 1999 in die Formel Ford 1800 Deutschland, in der er den achtzehnten Platz belegte. Anschließend wechselte er 2000 in den Formel Renault 2.0 Eurocup, in dem er in seiner Debütsaison den achten Platz belegte. 2001 blieb er der Serie treu und wurde Elfter. Parallel dazu bestritt er die Saison im Formel Renault 2.0 Deutschland in der er Meister wurde. 2002 wechselte er in die Deutsche Formel 3 und wurde 17ter. Nebenbei bestritt er Testfahrten für das Team Jordan Grand Prix in der Formel 1. 2003 fuhr er in der neu geschaffenen Formel-3-Euroserie und wurde 23ster und fuhr nebenbei die Saison im Deutschen Formel-3-Cup und wurde 16ter. Am Ende der Saison nahm er am Formel 3 Masters teil und wurde 28ster. 2004 wechselte er in den Tourenwagensport und fuhr im Deutschen Seat Leon Supercopa und wurde Vierter. In den darauffolgenden Jahren blieb er der Serie treu und wurde 2005 Sechster und 2006 16ter. 2012 bestritt er ausgewählte Läufe im ADAC GT Masters.

## Karrierestationen
- - 1998: Kartsport
- 1999: Formel Ford 1800 Deutschland (Platz 18)
- 2000: Formel Renault 2.0 Eurocup (Platz 8)
- 2001: Formel Renault 2.0 Deutschland (Platz 1)
- 2001: Formel Renault 2.0 Eurocup (Platz 11)
- 2002: Formel 1 (Testfahrer)
- 2002: Deutsche Formel 3 (Platz 17)
- 2003: Deutscher Formel-3-Cup (Platz 16)
- 2003: Formel-3-Euroserie (Platz 23)
- 2003: Formel-3-Masters (Platz 28)
- 2004: Seat Leon Supercopa Deutschland (Platz 4)
- 2005: Seat Leon Supercopa Deutschland (Platz 6)
- 2006: Seat Leon Supercopa Deutschland (Platz 16)
- 2012: ADAC GT Masters
- 2023: Kart Masters NRW (Midweight Klasse)

## Weblink
- Karrierestatistik von Marcel Lasée (englisch)

| Personendaten    | Personendaten                 |
| ---------------- | ----------------------------- |
| NAME             | Lasée, Marcel                 |
| KURZBESCHREIBUNG | deutscher Automobilrennfahrer |
| GEBURTSDATUM     | 10. Januar 1982               |
| GEBURTSORT       | Düsseldorf                    |